# Nannohelea
Nannohelea is een geslacht van stekende muggen uit de familie van de knutten (Ceratopogonidae).

## Soorten
- N. bourioni (Clastrier, 1961)